# Biserica Adevăratului Isus
Biserica Adevăratului Isus (真耶穌教會) este o ramură a bisericii creștine penticostale care a apărut la începutul secolului al XX-lea, fiind consacrată în 1917 în Beijing, China. Președintele ales al Adunării Generale a Bisericii Adevăratului Isus aflat în funcție în acest moment este predicatorul Yung-Ji Lin (林永基傳道). Există aproximativ 1,5 milioane de credincioși ai acestei biserici răspândiți pe 5 continente.
Biserica aderă la teologia Unității Penticostale. 

## Cele 10 dogme ale bisericii
1. Sfântul Duh: "Lăsând Sfântul Duh să îți intre in inimă, ai garanția moștenirii Împărăției Cerurilor."
2. Botezul: „Botezul cu apă este taina prin care se spală păcatele și se ... . Botezul se practică în ape vii, naturale, precum râuri, mări sau izvoare. Baptistul, care a primit botezul cu apă și Spirit Sfânt, ... baptismul în numele Domnului Isus Christos. Iar persoana care primește botezul trebuie cufundată complet în apă, având capul plecat și fața îndreptată în jos.”
3. Spălarea picioarelor: „Taina spălării picioarelor ... cu Domnul Isus. De asemenea, reamintește mereu faptul că omul trebuie să iubească, ... , să fie smerit, să ierte și să servească. Fiecărei persoane care a primit botezul cu apă îi sunt spălate picioarele în numele lui Isus Christos. Spălatul reciproc al picioarelor este practicat în orice situație adecvată.”
4. Sfânta Cuminecare: Sfânta cuminecare este acea tainǎ în care este celebratǎ moartea Domnului Iisus Hristos. Aceasta îngǎduie participanților sǎ aibă parte de trupul și sângele Domnului sub formă de pâine și vin, sǎ adere la comunitate, în credința de a avea viața veșnicǎ și a putea învia la Judecata de Apoi. Aceastǎ tainǎ se recomandă a fi cât mai des celebratǎ. În cadrul acestei taine se folosește doar pâine nedospitǎ și must de struguri.
5. Ziua de Sabat: "Ziua de sabat, a șaptea zi a săptămânii (Duminica) este o zi sfântă, binecuvântată de Dumnezeu. A fost observată sub grația Lordului pentru comemorarea creării si salvării Lui Dumnezeu și cu speranța liniștii eterne din viața de apoi."
6. "Iisus Cristos, Cuvântul care s-a întrupat, a murit pe cruce pentru mântuirea păcătoșilor, a înviat în a treia zi și a urcat la cer. El este singurul Salvator al omenirii, Creator al cerului și al pământului, singurul Dumnezeu."
7. "Sfânta Biblie, alcătuită din Vechiul și Noul Testament, este inspirată de Dumnezeu, fiind singurul adevăr al scripturilor și standardul vieții creștine."
8. "Salvarea (Mântuirea) este obținută prin bunăvoința lui Dumnezeu, prin credință. Credincioșii trebuie să creadă în Sfântul Duh în căutarea sfințeniei, cinstirea lui Dumnezeu, și iubirea de semeni."
9. "Biserica lui Iisus cel Adevărat, înființată de Domnul Nostru Iisus Christos, prin Sfântul Duh în timpul "ploii celei din urmă" este adevărata biserică din timpurile apostolice, restaurată."
10. "A două coborâre a Domnului va avea loc în ultima zi, când El va coborî din ceruri spre a judeca lumea: cei drepți vor primi viață fără de moarte (eternă), iar cei răi vor fi condamnați pentru eternitate."